# Оси (п'єса)
«Оси» (грец. Σφήκες) — п'єса  давньогрецького поета і драматурга Арістофана. «Оси» були поставлені разом з іншою комедією Арістофана — «Попереднє змагання» на Ленеях 422 до н. е. під ім'ям Філоніда. З них першу премію здобула комедія «Оси», другу «Попереднє змагання», третє місце було присуджено поетові Левкону за комедію «Посли». Комедія «Оси» являє собою гостру сатиру на афінське судочинство.

## Сюжет
Старий Філоклеон («Шанувальник Клеона») настільки пристрастився відвідувати засідання суду, що його син Бделіклеон («Ненависник Клеона») замикає його в будинку і розтягує навколо будинку сітку. Він хоче забезпечити батькові спокійне життя, але Філоклеон зовсім не бажає спокою. Він задиристий, як і хор, що складається з його стародавніх друзів — суддівських засідателів, і йому подобається виносити обвинувальні вироки. Хор з'являється на сцені в костюмах ос і намагається допомогти Філоклеону вислизнути, однак цьому перешкоджає Бделіклеон.
Далі слідує агон (сцена суперечки), у якому Бделіклеон доводить, що пристрасть Філоклеона до суду пасує не громадянинові, а рабові, і пропонує йому влаштувати судове засідання вдома. Філоклеон погоджується, відводить для суду спеціальну залу і виносить на розгляд справу собаки, який поцупив шматок сиру. Бделіклеон хитрістю змушує батька винести псові виправдувальний вирок, і Філоклеон від жаху зомліває. Опам'ятавшись, він погоджується залишити суддівські позови і віддатися дозвіллю, як личить вільній людині. Син приводить Філоклеона на гулянку, але старий напивається й утікає з флейтисткою, відважуючи ляпасів усім, кого зустрічає на шляху додому. У фіналі комедії Бделіклеон у повному розпачі, оскільки цілком позбавлений здорового глузду Філоклеон викликає всіх поетів-трагіків на змагання в танці і сам же його починає, а хор іде за ним.
Оси не знають собі рівних у невпинних веселощах. Головною темою знову виявляється освіта, а якщо висловитися точніше — «виховання батька», однак, якщо порівнювати з «Хмарами», тут більше гри уяви і менше сатири. Характер Філоклеона чудово удався Арістофанові, а обмін ролями між батьком і сином виливається в одну з найсмішніших сцен у всій світовій літературі — до епізоду з Філоклеоном і флейтисткою. Для п'єси в цілому характерні багатство поетичних засобів вираження, повнота почуттів і жвавість.